# Шталмейстер
Шталме́йстер (нім. Stallmeister, «керівник стайні»)

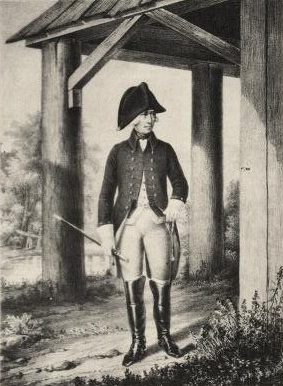
Шталмейстер Кірасирського полку, 1797—1800 рр.

1. головний конюший, придворний стаєнний у німецькомовних державах і Московії.
2. придворне звання чиновників державного кіннозаводства[2].
3. стара назва інспектора манежу в цирку[2].

## Московія
З кінця XV в. конюший був начальником «Конюшенного наказу», у віданні якого перебували придворні конюхи, табуни царських коней, а також маєтки, відведені під їх зміст. Конюшиї фактично очолювали Боярську раду і активно брали участь в дипломатичному та військовому житті держави.
Деякі з них самі ставали царями або ж, маючи вплив на царя, керували державою. Прикладом можуть служити І. Ф. Овчина Телепнев-Оболенський і Б. Ф. Годунов. Останній очолював «Конюшенний наказ» з 1599 р., при ньому в Кремлі був споруджений водогін, яким вода піднімалася потужними помпами з річки Москви через підземелля на Конюшенний двір (для порівняння, перший водовід у м. Москві було введено в експлуатацію 8 листопада 1804 р.).
Як придворний чин у російській державі бере початок у XV—XVII ст.. У XVI ст. посада конюшого була пов'язана з організацією кінних палацових військ.
В чин 3-го класу в Табелі про ранги.

## Цирк
Іноді шталмейстером називали шпрехшталмейстера — режисера манежу, ведучого циркової програми.

## Аналоги
- Стаєнний тіун — у XI—XII ст. при князях Київської Русі[4].

## Інше
- Конюшим герцога Алансонського (Анжуйського) був граф Бюссі д'Амбуаз, герой роману Александра Дюма «Графиня де Монсоро» (фр. La Dame de Monsoreau, 1846 р.).